# Bogava
Bogava es un pueblo ubicado en la municipalidad de Despotovac, en el distrito de Pomoravlje, Serbia.

## Superficie
Posee una superficie de 8,546 kilómetros cuadrados.

## Demografía
Hasta 2011 la población era de 533 habitantes, con una densidad de población de 62,37 habitantes por kilómetro cuadrado.